# Société des sciences, lettres et arts de Pau et du Béarn
La Société des sciences, lettres et arts de Pau et du Béarn (SSLA Pau-Béarn), ainsi nommée depuis 1973 (nom précédent : Société des sciences, lettres et arts de Pau, de 1871 à 1972), est une société savante, héritière directe de la Société des sciences, lettres et arts de Pau fondée à Pau en 1841, et descendante de l’Académie royale des sciences et beaux-arts créée à Pau en 1718.
La SSLA Pau-Béarn est un rameau du Comité des travaux historiques et scientifiques (CTHS). Elle a pour mission de produire et de diffuser des savoirs nouveaux, concernant plus particulièrement l'histoire et le patrimoine du Béarn.

## Histoire
La première Société des sciences, lettres et arts de Pau est créée à Pau en 1841. Elle est refondée sous le même nom, à Pau en 1871. En 1973, celle-ci prend le nom de Société des sciences, lettres et arts de Pau et du Béarn.
La SSLA Pau-Béarn a, dès l'origine, fondé une revue annuelle, intitulée Bulletin de la Société des sciences, lettres et arts de Pau jusqu'en 1972, et Revue de Pau et du Béarn depuis 1973. 
La collection, depuis 1871, constitue une encyclopédie vivante du Béarn ainsi que des provinces ou régions voisines, notamment de part et d'autre des Pyrénées.
Le 22 décembre 1902 (JO du 16 janvier 1903), la SSLA Pau devient association régie par le statut de la loi 1901, avec pour objet de « favoriser le progrès des sciences, lettres et arts, principalement par des études régionales ». 
Elle est reconnue d'utilité publique par décret du 28 juillet 1939 (JO du 14 septembre 1939).

## Présentation de la société
Raison sociale : L'association a pour objet d’œuvrer à la production et à la diffusion des connaissances nouvelles relatives au Béarn dans tous les domaines.
Ses moyens d’action sont entre autres la publication d’une revue annuelle et d'ouvrages, inédits ou non, l'organisation de conférences, d'expositions, d'excursions et de colloques, la création éventuelle de concours et de récompenses, la mise à disponibilité d’un site Internet.
Association ouverte à toutes et à tous, la SSLA Pau-Béarn a son siège aux Archives départementales des Pyrénées-Atlantiques (Boulevard Tourasse-64000 Pau).

## Organisation

### Fonctionnement
La SSLA Pau-Béarn est dirigée par un conseil d'administration. 
Elle a travaillé en collaboration avec d'autres sociétés savantes telles l'Académie nationale des sciences, belles-lettres et arts de Bordeaux et la Société de Borda, la Bibliothèque nationale de France, etc.

### Présidents
Les présidents de 1871 à nos jours :
| Présidence          | Nom                                      | Éléments biographiques |
| ------------------- | ---------------------------------------- | --- |
| 2018 — en cours     | Ricardo Saez (1948-)                     | Professeur émérite à l'Université de Pau et des pays de l'Adour, agrégé d'espagnol.                                                                 |
| 2008 — 2017         | Benoit Cursente (1945-)                  | professeur de langue romane et de littérature médiévale, directeur de recherche au CNRS (honoraire depuis 2011),.                                   |
| 1990 — 2008         | Christian Desplat (1942-2024)            | Professeur à l'Université de Pau et des pays de l'Adour, historien.                                                                                 |
| 1965 — 1990         | Pierre Tucoo-Chala (1924-2015)           | Professeur à l'Université de Pau et des pays de l'Adour, historien.                                                                                 |
| 1938 — 1965         | René Ancely (1876-1966)                  | Procureur général, puis premier président de la Cour d'appel de Pau.                                                                                |
| 1912 — 1938         | Victor Dubarat (1855-1939)               | Aumônier du Lycée de Pau (1886-1904), puis archiprêtre à Pau (1904-1938).                                                                           |
| 1892 — 1912         | Adrien Planté (1841-1912)                | Député, historien, félibre. |
| 1884 — 1892         | Louis Lacaze (1833-1893)                 | Médecin, historien. |
| 1883 — 1884         | Charles Le Cœur (1805-1897)              | Architecte, fondateur et premier conservateur du Musée des beaux-arts de Pau.                                                                       |
| 1881 — 1882         | X. Gay (-)                               | |
| 1881 et 1882 — 1883 | Louis Sers (-)                           | |
| 1879 — 1880         | Philippe Genreau (1840-1925)             | Ingénieur puis inspecteur général des Mines. |
| 1878 — 1879         | X. Guy (-)                               | |
| 1877 — 1878         | Pierre-Henri Duboué (1834-1889)          | Médecin, chercheur. |
| 1876 — 1877         | Paul Raymond (1833-1878)                 | Archiviste, historien. |
| 1875 — 1876         | Jean-François Cerquand (1816-1888)       | Érudit, écrivain. |
| 1875                | Albert de Nadaillac (1818-1904)          | Préfet des Basses-Pyrénées (1871). |
| 1873-1874           | Roger de Bouillé (1819-1906)             | Illustrateur, pyrénéiste. |
| 1872-1873           | Gustave Clément-Simon (1833-1909)        | Il fut avocat général à Agen en 1869 puis à Pau en 1871, puis à la cour d'appel de Toulouse en 1873.                                                |
| 1871-1872           | Eustache François-Saint-Maur (1825-1901) | Archiviste paléographe, docteur en droit, avocat général aux Cours d'appel de Nîmes, de Poitiers et de Pau, président de la Chambre d'appel de Pau. |
| 1871                | Pierre Conte-Grandchamps (1816-1892)     | Ingénieur |

## Activités
Domaines géographiques : Aquitaine, Béarn, Espagne
Périodes chronologiques: Préhistoire-Protohistoire, Antiquité, Moyen Âge, Époque moderne, Époque contemporaine-Temps présent

### Domaines d'activité
- Arts : archéologie, architecture, musique, peinture, sculpture, valorisation du patrimoine
- Sciences humaines : géographie humaine ; histoire générale, locale, religieuse, sociale, urbaine et rurale ; voyages et explorations
- Science de la nature : géographie physique, botanique, géologie
- Sciences littéraires : littérature
- Sciences sociales : ethnologie, anthropologie, économie
- Technique : industrie, artisanat, transport, agriculture

### Publications
La société a publié chaque année, une revue intitulée successivement :
- Bulletin de la Société des sciences, lettres et arts de Pau (1841-1844 et 1871-1972). Le texte intégral de 1841 à 1844 et de 1871-1872 (2e sér / T. 1) à 1918-1921 (2e sér / T. 44) est disponible sur deux sites : la bibliothèque numérique Gallica d'une part, le site de la SSLA Pau-Béarn d'autre part ; pour les années 1922 à 1927, le texte est sur le site de la SSLA Pau-Béarn uniquement.
- Revue de Pau et du Béarn (à partir de 1973). Parutions récentes : volumes 45 (en 2018), 46 (en 2019), 47 (2020), 48 (2021). Ce dernier publie plusieurs articles à l'occasion du 4e centenaire de l'Édit de Pau, donné en octobre 1620 sous le règne de Louis XIII, édit d'union du Béarn et de la Basse-Navarre à la France.